# Jernade Meade
Jernade Ronnel Meade, né le 25 octobre 1992 à Luton au Royaume-Uni, est un footballeur international montserratien. Il évolue au poste d'arrière gauche à Dartford.

## Biographie
Libéré par Arsenal, Jernade Meade rejoint le club gallois de Swansea City le 16 juillet 2013.

## Statistiques
| Saison                | Club                  | Championnat           | Championnat | Championnat | Coupe(s) nationale(s) | Coupe(s) nationale(s) | Compétition(s) continentale(s) | Compétition(s) continentale(s) | Compétition(s) continentale(s) | Total | Total |
| Saison                | Club                  | Division              | M.          | B.          | M.                    | B.                    | Comp.                          | M.                             | B.                             | M.    | B.    |
| 2012-2013             | Arsenal               | Premier League        | 0           | 0           | 1                     | 0                     | C1                             | 1                              | 0                              | 2     | 0     |
| Sous-total            | Sous-total            | Sous-total            | 0           | 0           | 1                     | 0                     | -                              | 1                              | 0                              | 2     | 0     |
| Total sur la carrière | Total sur la carrière | Total sur la carrière | 0           | 0           | 1                     | 0                     | -                              | 1                              | 0                              | 2     | 0     |